# 양호단
해방정국기 청년들은 좌우 정치세력의 행동대 역할을 담당하며 좌우충돌의 최전선에 있었다. 청년들은 정치투쟁의 선두에서 실제 물리적 충돌을 일으키고 해방정국기 테러의 확산을 가져왔다. 양호단(養虎團)은 우익 청년운동이 미약했던 시기인 해방 직후 조직되어 활발히 활동하였다. 양호단은 해방 이후 김성(金星)과 이용신(李容愼)을 중심으로 활동한 우익 청년단체이다. 그러나 이들은 일제시기 원산(元山)에 그 기원을 두고 있다. 해방 이후 월남한 이들은 1945년 11월 이전 서울에서 양호단을 조직하여 활동하였다. 1946년 1월에는 조직이 분화되며 활동이 침체되었고, 1946년 12월에는 서북청년회로 합동하며 해체하였다.
함경남도 출신 월남 청년들은 1945년 10월과 11월 7일 사이 서울에서 양호단을 결성하였다. 양호단 결성을 주도한 세력은 김성과 이용신을 중심으로 하는 원산 출신 청년들이었다. 이들은 일제시기부터 원산에서 인적 관계를 형성하고 있었기 때문에 해방 직후에도 강한 조직력을 발휘할 수 있었다.
양호단 초대 단장 김성은 대종교 민족주의 영향 아래 강한 반공 인식을 가지고 있었고, 원산 청년들의 반공 인식에 영향을 주었다. 한편 2대 단장 이용신은 전시체제기 적극적인 친일 활동을 통해 경제적 성공을 얻었다. 해방 후 사회주의 세력이 원산지역 권력을 장악하자 이들이 활동할 공간이 부재하였고 월남하여 특파사무국 내 함경남도 청년들과 양호단을 결성하였다.
해방정국기 우익 세력은 청년운동의 미약한 조직력을 타개하기 위해 친일·반공 성향 단체의 간부진과 접촉하며 포섭하였다. 양호단이 결성되자 우익 세력은 이들을 적극적으로 지원하였다. 양호단은 임시정부 지지활동, 돈암장 경비, 좌익 세력에 대한 테러 활동을 벌였다. 양호단은 이후 우익 청년운동이 확장되자 대한독립촉성전국청년총연맹 결성에 참여하며 적극적인 반탁운동을 벌였다.
반탁운동은 우익 청년운동을 확장시켰다. 그러자 월남 청년들에 대한 우익 세력의 관심은 줄어들었다. 이는 양호단에 대한 우익세력의 지원이 약화되었음을 의미하기도 하였다. 양호단은 분화하기 시작하였고, 김성의 사망은 분화를 촉진시켰다. 이용신이 2대 단장에 취임하였지만 양호단 내 각 세력의 분화를 막진 못하였다. 양호단 내 특파사무국 세력은 대한혁신청년회를 통해 활동하였다. 한편 원산 출신 청년들 중 일부는 백의사에 가담하였고, 대다수는 대한독립촉성전국청년총연맹에 소속되어 활동하며 원산청년회를 구성하였다. 양호단은 분화 이후 향우회적 성격의 단체로 남았다.
1946년 1월 양호단의 분화 이후 독자적인 활동은 살펴지지 않는다. 이후 북한에서 조선민주당에 대한 탄압과 토지개혁이 실시되며 평안남도에서 많은 월남민이 발생하였고, 이들이 구성한 평안청년회는 월남 청년단체의 중심이 되었다. 1946년 12월 서북청년회가 결성되며 양호단은 공식적으로 해산하였다. 그러나 이용신을 중심으로 한 원산 청년들의 인적 관계는 해산 이후에도 지속되었다. 이들은 이용신의 경제력을 기반으로 극우 청년들을 지원하며 한국 현대사에 지속적인 영향을 끼쳤다.

## 양호단 구성원
- 원산 출신 : 金星, 金世錄, 金英華, 金佑卿, 金爀同, 盧鳳錫, 朴成萬, 申潤商, 李志寧, 李春植, 李淵吉, 林忠國, 安東洙, 李柱孝, 全世錄, 鄭萬弼, 崔奎峰, 崔一男, 崔政淳, 韓哲珉.
- 해방 이전 안변지역 활동 : 李容愼, 朴漢龍.
- 해방 이후 임시정부 특파사무국 활동 : 盧志彦, 白時英, 趙英珍, 韓哲珉(중복).
- 함흥 출신 : 朴經九.
- 해방 이전 일제 경찰 : 盧葉, 張福成.
- 기타 : 康南振, 姜秉熙, 康濟淳, 高吉勳, 金圭鍾, 金萬壽, 金相根, 金祐聲, 金一秀, 金政勳, 金鍾九, 金振龍, 金熙洙, 盧昌洙, 劉在福, 牟禮振, 文明元, 文哲淳, 朴萬福, 朴万洪, 朴明鐵, 朴明浩, 朴珀, 朴炳權, 朴炳基, 朴盛哲, 朴陽厚, 朴永勳, 朴龍鮮, 朴原, 朴蒼海, 方又河, 方容馥, 裵光浩, 白基祚, 宋基重, 宋永和, 申鉉日, 安基昊, 安永律, 安廷弼, 嚴德龍, 李光澤, 李斗淵, 李範炯, 李奭起, 李聖珉, 李良在, 李鍾翰, 李昌楨, 李泰煥, 李薰, 張世郁, 鄭寅昌, 趙權, 趙淳珉, 趙承元, 趙永煥, 秦英浩, 車虎淳, 崔夢燁, 崔聖範, 崔允洙, 崔濟扶, 洪善澤, 黃慶律, 黃慶鎬, 黃奎範, 黃錫晋, 黃鍾羽, 黃進.